# Oposición de izquierda
La históricamente denominada oposición de izquierda (en ruso: Ле́вая оппози́ция, romanizado como Levaya oppozitsiya o transliterado académicamente como Levaja oppozicija) fue una facción informal dentro del Partido Comunista de la Unión Soviética existente entre 1923 y 1927, encabezada de facto por León Trotski. Dentro de la pugna de poder abierta entre las principales figuras del Partido tras la enfermedad y muerte de Vladímir Lenin, agrupó a los firmantes de la Declaración de los 46 frente a la troika conformada por Grigori Zinóviev, presidente de la Internacional Comunista; Iósif Stalin, Secretario General del Partido Comunista; y Lev Kámenev, presidente del Buró Político. La troika contaba con el apoyo de Nikolái Bujarin, director de Pravda; y de Alekséi Rýkov, presidente del Consejo de Comisarios del Pueblo (Sovnarkom), quienes más tarde serían incluidos por Stalin en la oposición de derecha. A Trotski y sus seguidores se unió asimismo el Grupo del Centralismo Democrático.

## Historia
La lucha por el poder en la Unión Soviética tras la muerte de Lenin vio el desarrollo de tres principales tendencias en el Partido Comunista de la Unión Soviética. La decimotercera conferencia del partido, reunida en enero de 1924, menos de una semana antes de la muerte de Lenin, condenó por «faccionalismo» a Trotski y los demás firmantes de la Declaración de los 46, tras lograr Stalin, que los había denunciado en un discurso amenazante, el respaldo de 125 de los 128 delegados. La reprimenda a Trotski y sus partidarios se repitió en el XIII congreso del partido de mayo del mismo año, pero no perdió por ello su puesto en el Politburó.Fueron descritas por Trotski como aquellas que representaban las tendencia de izquierda, derecha y centro, cada una de ellas basada en una casta o clase específica. Trotski argumentaba que su tendencia, la oposición de izquierda, representaba las tradiciones internacionalistas de la clase obrera. La tendencia dirigida por Stalin era descrita como la del centro, basada en el estado y en la burocracia del partido, con tendencia a cambiar sus alianzas entre la izquierda y la derecha. La tendencia de derecha era la que se identificaba con los seguidores de Bujarin y Rýkov. Ellos representaban los intereses del campesinado y el peligro de la restauración del capitalismo.
Se argumentaba además que estas tres tendencias (una "izquierda" obrera, un "centro" burocrático y una "derecha" orientada al campesinado) podría encontrarse asimismo en muchos de los principales partidos comunistas del mundo. De hecho, se puede encontrar un "ala izquierda" que estuviera de acuerdo con Trotski y apoyara la revolución mundial en casi cada sección de la Internacional Comunista (Comintern), así como representantes del Estalinismo y la idea del Socialismo en un solo pais. 
A pesar del debilitamiento de los lazos que unían a Grigori Zinóviev, Lev Kámenev y Stalin en su contra, Trotski no dejó que las desavenencias fructificasen, atacando en el otoño a los dos primeros, considerados todavía sus principales adversarios, en su ensayo «Las lecciones de Octubre», publicado en el aniversario de la Revolución de Octubre, devolviéndoles su acusación de menchevismo y acusando de tibieza a Zinóviev, presidente del Comintern de incapacidad para impulsar la revolución en Alemania y Bulgaria en 1923. Trotski se presentaba a sí mismo como el único dirigente que había trabajado en completo acuerdo con Lenin durante la revolución, desencadenando un furibundo ataque en su contra y uniendo al resto del Politburó en oposición.
Dado lo acertado de la descripción de Trotski sobre los acontecimientos del periodo revolucionario, sus adversarios decidieron atacarlo utilizando su carrera anterior, en la que había mantenido duras disputas con Lenin. Su objetivo era probar que Trotski había defendido una postura diferente a la de Lenin, para entonces considerada incontestable, tarea a la que Stalin se dedicó con especial interés, presentando el 19 de noviembre de 1924 el término «trotskismo» como una ideología opuesta al «leninismo». Se identificó entonces la postura de Trotski con una «herejía», antileninista y antibolchevique. Se lo criticó también por la teoría de la revolución permanente, que Lenin había rechazado originalmente para adoptarla de hecho en 1917, acusándose a Trotski de mantenerla incluso entonces, oponiéndose a la concepción del «socialismo en un solo país», defendida por Stalin.
Trotski no intentó defenderse de las acusaciones, excusándose de acudir a la reunión del Comité central en enero de 1925, aludiendo a su enfermedad y dimitiendo como Comisario del Pueblo de Asuntos Militares y Navales en el Gobierno de Sovnarkom, y la jefatura del Sóviet Militar Revolucionario. Zinóviev y Kámenev abogaron por expulsar a Trotski del partido, pero Stalin aconsejó moderación:

Nosotros, la mayoría del comité del consejo, no coincidimos con los camaradas Zinóviev y Kámenev porque nos dimos cuenta de que la política de «decapitación» está llena de grandes peligros para el partido.[...] En un método de sangría -y sangre querían en verdad- peligroso y contagioso: hoy cortas una cabeza, mañana otra y luego una tercera. ¿Quién quedaría en el partido?

Tras su condena, en enero Trotski permaneció como miembro tanto del Politburó como del partido, pero se abstuvo de entrar en controversias el resto del año. En septiembre, incluso desmintió, como hizo también Nadezhda Krúpskaya, la existencia del testamento de Lenin, según él por presiones de Stalin.